# Вачусетт (банка)

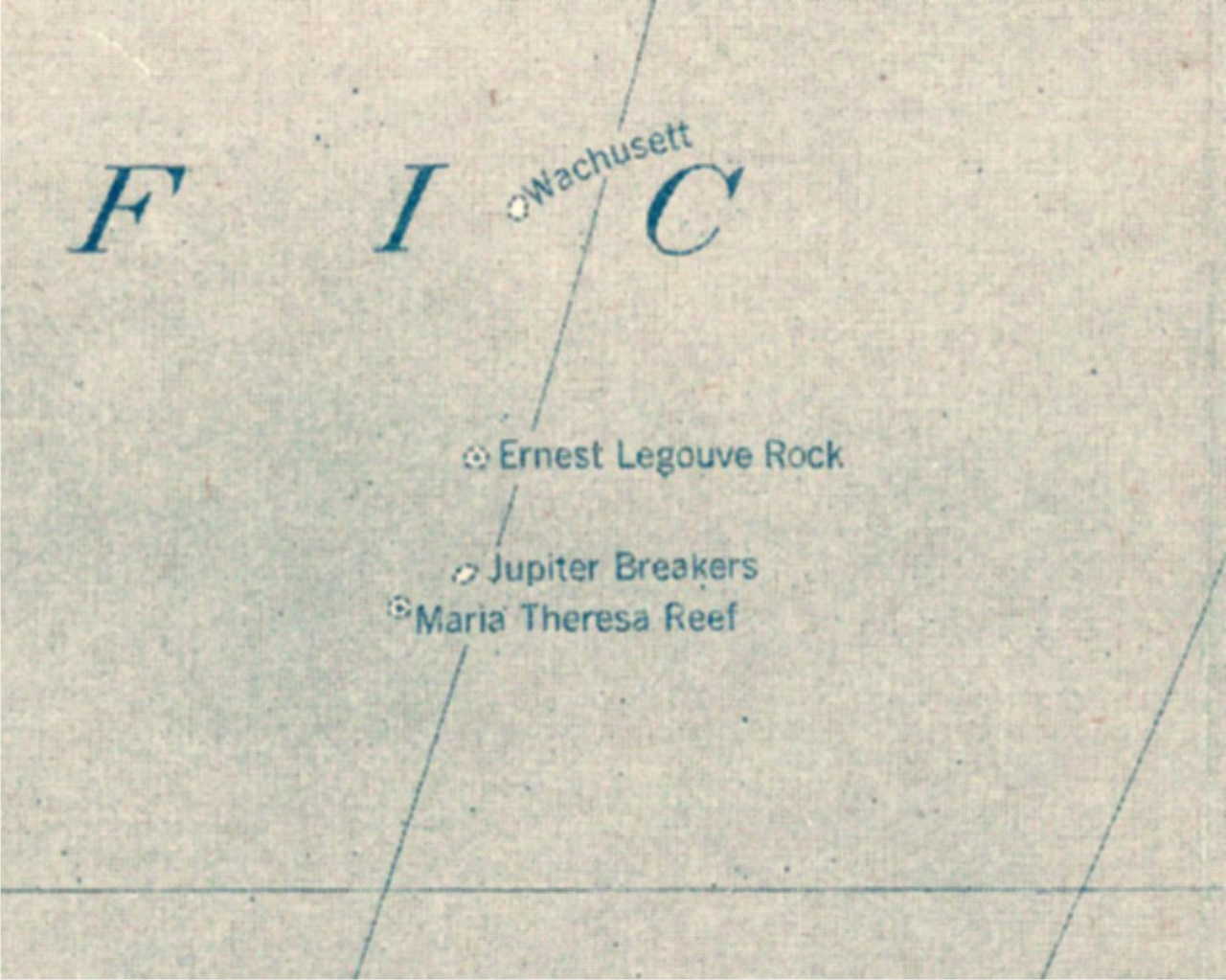
Группа несуществующих рифов и скал, обозначенная на американской морской карте 1921 года

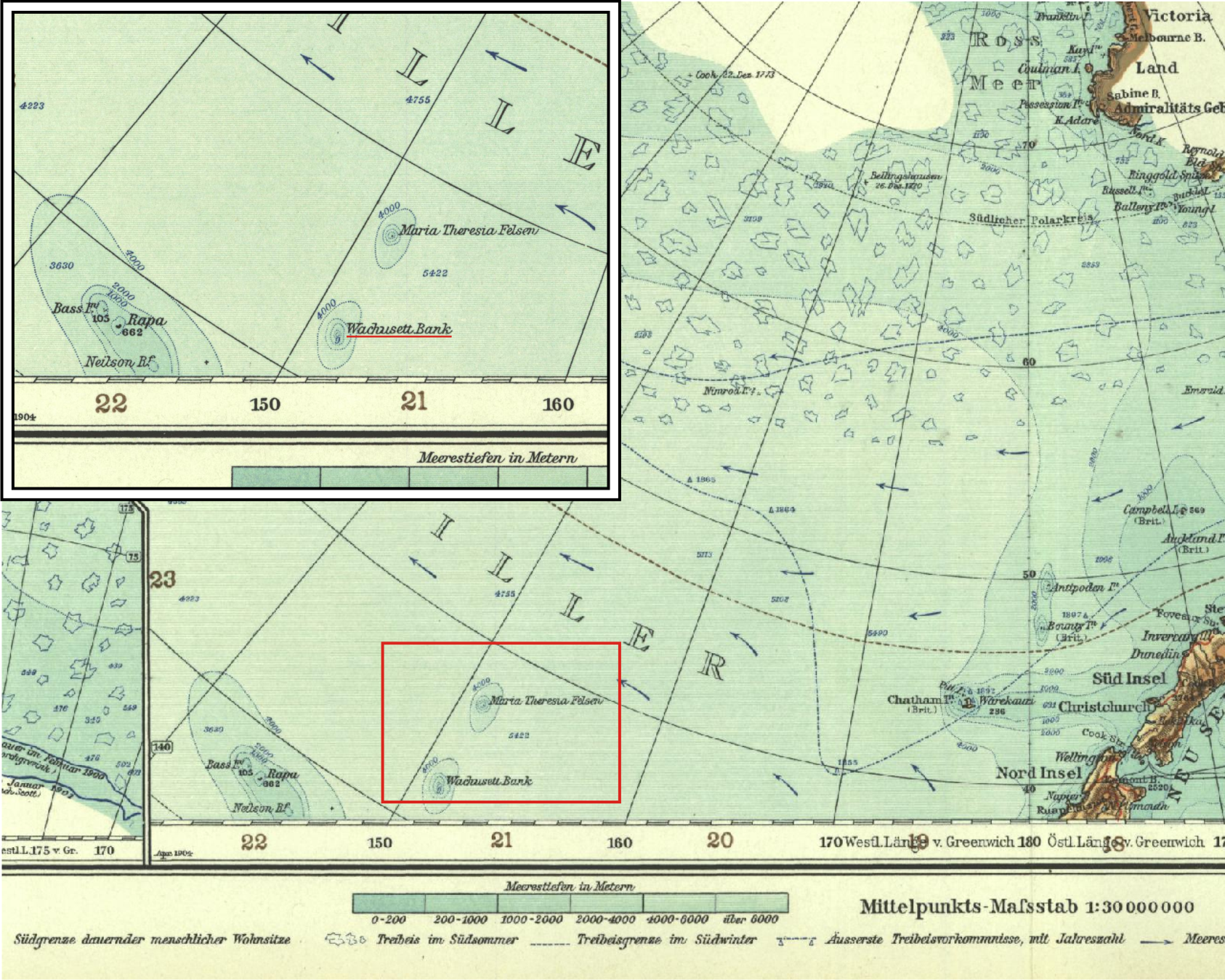
Банка Вачусетт и риф Мария-Терезия на карте Антарктики из немецкого атласа 1904 года

Банка Вачусетт, риф Вачусетт (англ. Wachusett Bank, Wachusett Reef) — «фантомный» подводный объект, банка или риф, кораллового происхождения, изображавшийся (наряду с рифами Мария-Тереза и Эрнест-Легуве) на некоторых географических картах в южной части Тихого океана. Известен по описанию, согласно которому объект, на вид представлявший собой подобие подводной гряды протяжённостью около 150 метров, располагавшийся на глубине 9—11 метров, был замечен около 9 часов утра 4 июня 1899 года с судна под названием «Вачусетт», управляемого неким капитаном Ламбертом. Отмечается, что в момент предполагаемого открытия замеры глубины не производились. В настоящее время факт существования какого-либо подводного или надводного объекта в данном районе Тихого океана не нашёл подтверждения. Несмотря на это, банка отмечена в издании 2005 года Национального (США) географического атласа мира.